# سائيج محلة (بايين خيابان ليتكوة)
سائیج محلة (بالفارسية: سائیج‌محله) هي قرية تقع في إيران في قسم بایین خیابان لیتکوة الريفي. يقدر عدد سكانها بـ 1,325 نسمة .